# Maçorix
Els maçorix (també anomenats maçorís o maçoriges) eren un grup aborigen americà, molt semblant als ciguayos.
A diferència dels ciguayos, els maçorix es van establir a l'interior de l'illa de la Hispaniola, en diversos afluents del riu Yuna, També es van assentar a la costa del sud-est de l'illa. Segons Bartolomé de las Casas, el seu idioma o dialecte era inintel·ligible per als taïnos, però pot ser que fos similar al ciguayo.
| «                        | "Hi havia tres idiomes diferents en aquesta illa, inintel·ligibles entre ells; un era el poble que anomenàvem Maçorix inferior i l'altre eren els veïns del Maçorix superior" | » |
| — Bartolomé de las Casas | |   |

Els maçorix possiblement eren un poble d'origen pre-taïno, igual que els ciguayos. Però per la gran quantitat de taïnos a l'illa, ells tenien com a segon idioma al taïno que es parlava de manera general a la Hispaniola. Aquests es dedicava principalment a la pesca, caça i recol·lecció de fruites i encara que aparentment no està relacionats, els primers colons els confonien amb els caribs.
Estudis recents demostren que els maçorix va conviure amb els taïnos a la Hispaniola. Els noms de San Francisco de Macorís i San Pedro de Macorís a la República Dominicana són referències indirectes a les divisions polítiques del cacicatge.